# ابن الهائم الإشبيلي
ابن الهائم الإشبيلي واسمه الكامل هو أبو محمد عبد الحق الغافقي الإشبيلي، عالم فلك ورياضياتي من إشبيلية الحاضرة الأندلسية. بدأ أبحاثه كرياضياتي ودرس أعمال ابن معاذ الجياني وجابر بن أفلح. واشتهر بمؤلفه : «الزيج الكامل في التعليم» الذي يضم 7 فصول أهداه إلى محمد الناصر الخليفة الموحدي.
أعطى ابن الهائم بيانات تاريخية عن حياة وأعمال إبراهيم بن يحيى الزرقالي وإنشاء جداول طليطلة بفضل علماء فلك من طليطلة تحت إشراف صاعد الأندلسي. لاحقا، استفاض في نظريات الزرقالي حول تذبذب الميل المحوري في مسار الشمس، وقدم كذلك المعادلات المثلثية الكروية، وأعطى خط الطول لقبا مسار الشمس: 85°49' وأكد لاحقا أعمال الزرقالي. بدا عمله استثنائياً في غرب العالم الإسلامي تاماً ودقيقا جداً، وكان له تأثير كبير في تطور علم الفلك في المغرب العربي.

## الهوامش
1. ↑  Puig 2007.
2. ↑  Samsó 1997.